# Lérida (kommun)
Lérida är en kommun i Colombia.   Den ligger i departementet Tolima, i den centrala delen av landet, 100 km väster om huvudstaden Bogotá. Antalet invånare är 19 489. Arean är 270 kvadratkilometer.
Terrängen i Lérida är varierad.